# عزت‌الله نصیری
عزت‌الله نصیری سیاست‌مدار ایرانی بود، که در دوره بیست و چهارم مجلس شورای ملی بعنوان نماینده سمنان از استان سمنان در مجلس شورای ملی حضور داشت.